# Man of the World 2023
Man of the World 2023 là cuộc thi Man of the World lần thứ 5 được tổ chức tại Samsung Performing Arts Theater, Makati, Metro Manila, Philippines vào ngày 16 tháng 6 năm 2023. Nam vương Aditya Khurana đến từ Ấn Độ trao vương miện cho người kế nhiệm là Jin Wook Kim đến từ Hàn Quốc.

## Kết quả

### Thứ hạng
| Hạng                  | Thí sinh |
| --------------------- | --- |
| Man of the World 2023 | - Hàn Quốc – Jin Wook Kim |
| Á vương 1             | - Hồng Kông – Henry Wong |
| Á vương 2             | - Philippines – James Reggie Vidal |
| Á vương 3             | - Puerto Rico – Robert Alexander Espaillat § |
| Á vương 4             | - Việt Nam – Kim Khánh Lâm |
| Top 10                | - Angola – Jeremias Toco - Malaysia – Jonathan Liaw - Myanmar – Henry San - Nepal – Bishal Katwal § - Séc – Honza Balšán                                                                              |
| Top 17                | - Cabo Verde – Elvis Duarte - Cuba – Alex Soto - Hoa Kỳ – Tyler Vincent Gaumer - Nigeria – Alexander Joseph-Ojiavor - Singapore – Tavis Lee - Tây Ban Nha – Cristian Arteaga - Venezuela – Omar Riera |

§ Thắng phần thi vào thẳng Top 17

### Phần thi Fast Track
- Thắng phần thi fast track vào thẳng Top 17.

| Giải thưởng      | Thí sinh                                   |
| ---------------- | ------------------------------------------ |
| Multimedia Award | - Nepal - Bishal Katwal                    |
| People's Choice  | - Puerto Rico - Robert Alexander Espaillat |

### Giải thưởng đặc biệt
| Giải thưởng                                | Thí sinh |
| ------------------------------------------ | --- |
| Best in National Costume                   | Indonesia – Leonardus Toni Setiyawan · Philippines – James Reggie Vidal · Cộng hòa Dominica - Rikaury Mieses                                             |
| Best in Swimwear                           | Séc – Honza Balšán · Tây Ban Nha – Cristian Arteaga · Hàn Quốc - Jin Wook Kim · Việt Nam - Kim Khánh Lâm                                                 |
| Best in Beachwear                          | Hàn Quốc – Jin Wook Kim · Tây Ban Nha – Cristian Arteaga · Myanmar - Henry San                                                                           |
| Best in Formal Wear                        | Hàn Quốc – Jin Wook Kim · Séc – Honza Balšán · Nigeria - Alexander Joseph-Ojiavor                                                                        |
| Fashion of the World                       | Philippines – James Reggie Vidal · Hàn Quốc – Jin Wook Kim · Tây Ban Nha - Cristian Arteaga                                                              |
| Mister Photogenic                          | Hồng Kông – Henry Wong · Cộng hòa Dominica – Rikaury Mieses · Hàn Quốc - Jin Wook Kim                                                                    |
| Mister Personality                         | Nepal – Bishal Katwal · Cuba – Alex Soto · Singapore – Tavis Lee · Ấn Độ - Baskar Dhanasekar · Nigeria - Alexander Joseph-Ojiavor                        |
| Mister Congeniality                        | Hàn Quốc - Jin Wook Kim · Angola – Jeremias Toco · Myanmar – Henry San · Philippines - James Reggie Vidal · Venezuela - Omar Riera                       |
| Best Physique                              | Cabo Verde – Elvis Duarte · Puerto Rico – Robert Alexander Espaillat · Việt Nam – Kim Khánh Lâm · Hoa Kỳ - Tyler Vincent Gaumer · Venezuela - Omar Riera |
| Best in Arrival Outfit                     | Cộng hòa Dominica – Rikaury Mieses · Hồng Kông – Henry Wong · Malaysia - Jonathan Liaw                                                                   |
| Press Favorite                             | Việt Nam – Kim Khánh Lâm · Philippines – James Reggie Vidal · Venezuela - Omar Riera                                                                     |
| Man of Travel - Holiday Inn Express Manila | - Philippines – James Reggie Vidal |

### Thứ tự gọi tên
| Top 17 1. Nepal 2. Puerto Rico 3. Angola 4. Cabo Verde 5. Cuba 6. Séc 7. Hồng Kông 8. Hàn Quốc 9. Malaysia 10. Myanmar 11. Nigeria 12. Philippines 13. Singapore 14. Tây Ban Nha 15. Hoa Kỳ 16. Venezuela 17. Việt Nam | Top 10 1. Hàn Quốc 2. Việt Nam 3. Séc 4. Puerto Rico 5. Myanmar 6. Philippines 7. Hồng Kông 8. Angola 9. Nepal 10. Malaysia | Top 5 1. Puerto Rico 2. Việt Nam 3. Hàn Quốc 4. Hồng Kông 5. Philippines |

## Các thí sinh
| Quốc gia/vùng lãnh thổ | Thí sinh                   |
| ---------------------- | -------------------------- |
| Angola                 | Jeremias Toco              |
| Anh Quốc               | Luke Selby                 |
| Ấn Độ                  | Baskar Dhanasekar          |
| Cabo Verde             | Elvis Duarte               |
| Cuba                   | Alex Soto                  |
| Cộng hòa Dominica      | Rikaury Mieses             |
| Hàn Quốc               | Jin Wook Kim               |
| Hoa Kỳ                 | Tyler Vincent Gaumer       |
| Hong Kong              | Henry Wong                 |
| Indonesia              | Leonardus Toni Setiyawan   |
| Iran                   | Aldo Razmjoo               |
| Malaysia               | Jonathan Liaw              |
| Myanmar                | Henry San                  |
| Nepal                  | Bishal Katwal              |
| Nigeria                | Alexander Joseph-Ojiavor   |
| Philippines            | James Reggie Vidal         |
| Puerto Rico            | Robert Alexander Espaillat |
| Séc                    | Honza Balšán               |
| Singapore              | Tavis Lee                  |
| Tây Ban Nha            | Cristian Arteaga           |
| Thổ Nhĩ Kỳ             | Mohamed Emir               |
| Venezuela              | Omar Riera                 |
| Việt Nam               | Kim Khánh Lâm              |
| Zimbabwe               | Chris Ncube                |